# Athripsodes albifrons
Athripsodes albifrons là một loài Trichoptera trong họ Leptoceridae. Chúng phân bố ở miền Cổ bắc.
- Tư liệu liên quan tới Athripsodes albifrons tại Wikimedia Commons